# Petronas Twin Towers
De Petronas Twin Towers is een torencomplex in Kuala Lumpur, Maleisië. Bij de inwijding van het gebouw in 1998 was het het hoogste gebouw ter wereld, waarbij voor het eerst sinds de middeleeuwen het hoogste gebouw ter wereld niet meer in de Westerse wereld was te vinden. Op 17 oktober 2003 werd het in hoogte overtroffen door Taipei 101. De Petronas Twin Towers blijven echter de hoogste identieke gebouwen ter wereld.
De twee spitsen bereiken een hoogte van 452 meter. Daarmee staat het Petronas Twin Towers-complex anno 2015 op plaats negen in de lijst van hoogste gebouw ter wereld. Het gebouw heeft 88 verdiepingen. De hoogste verdieping in het gebouw bevindt zich op 375 meter hoogte en het dak is 378,6 meter hoog.
De vorm van de torens is afgeleid van traditionele islamitische vormen. Zo is het grondplan van de Petronas Twin Towers gebaseerd op de Rub El Hizb, maar met extra cirkelvormige delen ter vergroting van de totale vloeroppervlakte.

## Feiten
De belangrijkste huurder is oliemaatschappij Petronas die toren 1 huurt en haar naam aan de torens heeft gegeven. Petronas is de verkorte versie van Petroliam Nasional.
De torens zijn met elkaar verbonden door een luchtbrug tussen de 41e en 42e verdieping. Op de brug worden slechts 1200 mensen per dag toegelaten. De brug is bedoeld om in geval van brand een vluchtroute naar de andere toren te creëren.
Aan de voet van de torens liggen onder meer een winkelcentrum en een concertzaal. De PUTRA-metrolijn loopt vlak achter de torens en heeft er een station. De torens maken deel uit van een groter project, het Kuala Lumpur City Centre; op de plaats van een oude renbaan is een groot park gerealiseerd met daar omheen hoogbouw.
In de toren bevinden zich in totaal 74 liften, 29 daarvan zijn dubbeldeks.

## Trivia
- In Hitman: Silent Assassin speelt een level zich af in de Petronas Twin Towers.
- Felix Baumgartner heeft in 1999 gesprongen van de Petronas Twin Towers.
- De Petronas Twin Towers komen ook ruim voor in de film Entrapment (1999).